# Populus guzmanantlensis
Populus guzmanantlensis är en videväxtart som beskrevs av A. Vázquez och R. Cuevas. Populus guzmanantlensis ingår i släktet popplar, och familjen videväxter. Inga underarter finns listade i Catalogue of Life.